# Abbaye Sainte-Croix de Meissen
L'abbaye Sainte-Croix est une ancienne abbaye bénédictine à Meissen, dans le Land de Saxe et le diocèse de Dresde-Meissen, au bord de l'Elbe.

## Histoire
À la fin du XIIe siècle, Thierry, margrave de Misnie, font un couvent pour les bénédictines qui le consacrent à la Sainte Croix. Les bâtiments se trouvent d'abord sur la rive droite à côté de la chapelle Saint-Jacques près d'un ancien Wasserburg.
En 1217, le monastère s'installe sur la rive gauche, à 1,5 km au nord de la vieille ville de Meissen. Dans la première moitié du XIIIe siècle, une église est construite.
En 1220, Thierry offre au couvent le village de Sommerfeld près de Leipzig. La grande distance rend une gestion difficile. Sommerfeld est vendu en 1391 à l'abbaye Saint-Thomas de Leipzig pour 200 gros de Misnie.
En même temps que l'installation en 1217, le couvent bénédictin est subordonné à l'abbé du monastère cistercien d'Altzelle, les sœurs observent un temps les règles cisterciennes. Au milieu du XIIIe siècle, l'abbaye redevient bénédictine.
Après la Réforme protestante, l'abbaye est dissoute en 1568. Vers 1570, l'école de Saint Afra devient propriétaire des lieux sécularisés. Parmi les nombreux biens, il y a de nombreux champs, forêts et prairies le long de la Jahnabachtal, à Gasern et Fischergasse. Les bâtiments abbatiaux sont laissés à l'abandon et détruits au cours de la guerre de Sept Ans.
En 1945, le domaine abbatial devient une pépinière. En 1994, le centre Hahnemann s'installe et restaure les bâtiments. Des fouilles archéologiques ont lieu entre 1997 et 2001 dans les nouveaux bâtiments agricoles et dans les anciens du cloître. En 2004, le centre lance une nouvelle campagne de restauration.